# Esqui de fundo
O esqui de fundo (ou cross-country) é um desporto olímpico de inverno criado no século XVIII onde os competidores percorrem grandes distâncias, com o objetivo de completar no menor tempo possível. É realizado em terrenos planos ou ondulados, diferente do esqui alpino, que é praticado em encostas íngremes de montanhas.
O esqui de fundo faz parte da família do esqui nórdico, dado que originou-se nos países nórdicos. Outras modalidades do esqui nórdico incluem porções de corta-mato: o biatlo (corrida com secções de tiro com espingarda) e o combinado nórdico (acumula pontos com o salto de esqui).